# Nola isomera
Nola isomera är en fjärilsart som beskrevs av Turner. Nola isomera ingår i släktet Nola och familjen trågspinnare. Inga underarter finns listade i Catalogue of Life.